# Santa Clara del Cobre
Santa Clara del Cobre è una città del Messico, situata nello stato di Michoacán, capoluogo della municipalità di Salvador Escalante.